# Hartland (Dakota du Nord)
Pour les articles homonymes, voir Hartland.
Hartland est une ville fantôme du comté de Ward dans l'État du Dakota du Nord aux États-Unis. Elle est située au nord de la ville de Berthold.
Le bureau de poste a ouvert le 23 mars 1908. La population s'élève à 150 habitants en 1920, mais en 1940, la localité n'en compte plus qu'une centaine. Le bureau de poste a fermé en 1966. En 2000, Hartland compte moins de dix habitants. Le folklore du comté de Ward affirme que l'origine du nom de la ville vient du fait qu'elle était considérée à l'époque de sa fondation comme le cœur de sa zone d'implantation. Hartland possédait un hôtel, une banque, une église luthérienne et une épicerie.
Le code postal de Hartland est 58725.

## Bâtiments
Hartland comporte de vieilles routes, des maisons en ruines, mais aussi certains édifices intacts, notamment un silo à céréales au sud du lotissement d'habitations. 